# Malansac
Malansac is een gemeente in het Franse departement Morbihan (regio Bretagne). De plaats maakt deel uit van het arrondissement Vannes. Malansac telde op 1 januari 2022 2.292 inwoners.

## Geografie
De oppervlakte van Malansac bedroeg op 1 januari 2022 36,18 vierkante kilometer; de bevolkingsdichtheid was toen 63,3 inwoners per km².

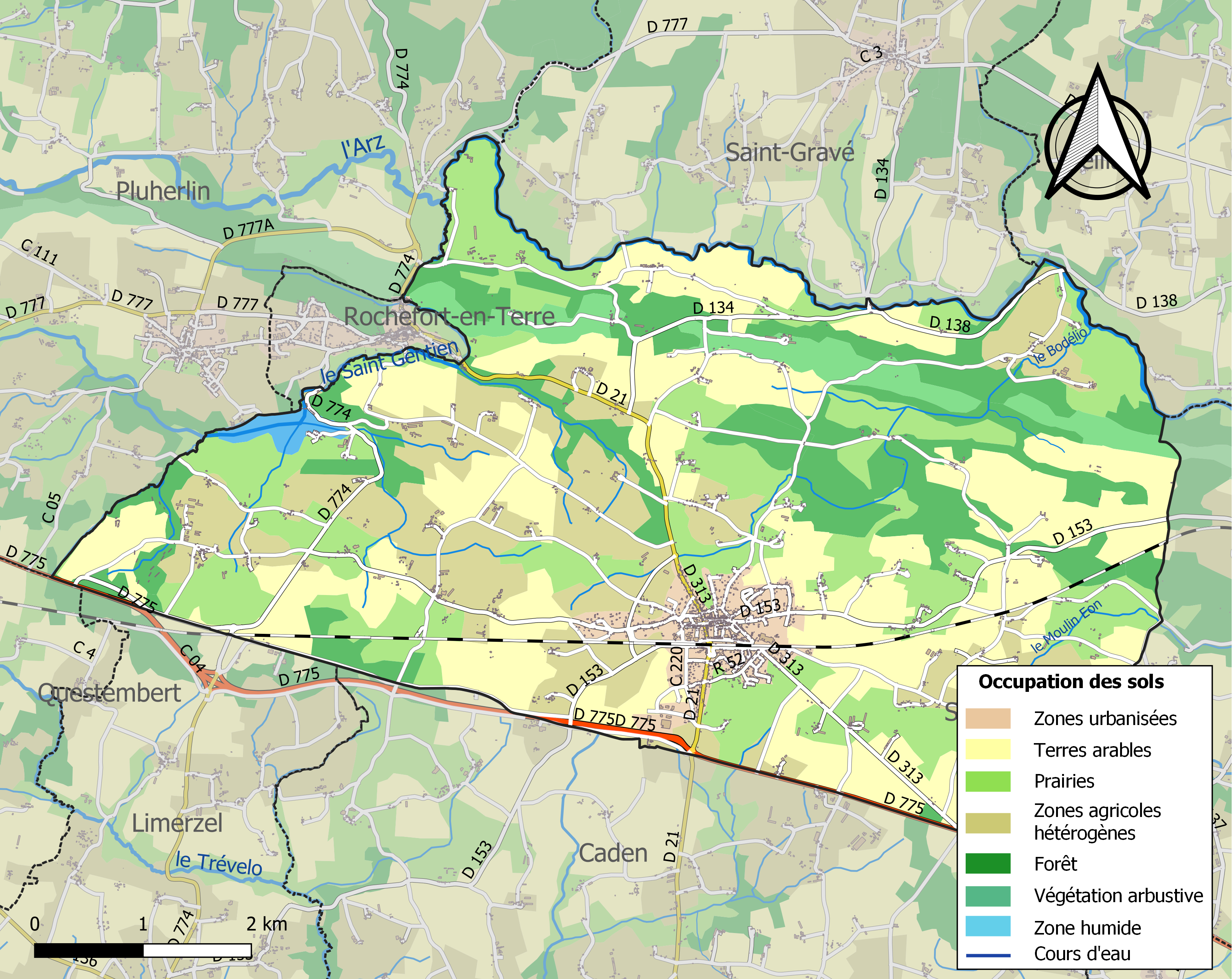
Kaart van de gemeente met de belangrijkste infrastructuur, bodemgebruik en omliggende gemeenten

## Verkeer en vervoer
In de gemeente ligt de spoorweghalte Malansac.

## Demografie
Onderstaande figuur toont het verloop van het inwonertal (bron: INSEE-tellingen).